# 川田栄三
川田 栄三（かわた えいぞう、1896年11月17日 - 1985年6月14日）は、日本の経営者、銀行家。群馬県出身。

## 経歴
1923年に東京帝国大学法学部政治学科を卒業し、同年に安田銀行に入行。
1943年に肥後銀行に転じ、取締役に就任し、1945年に常務を経て、1946年に頭取に就任。1971年11月に会長を経て、1976年12月には常任顧問に就任。
1958年に黄綬褒章を受章し、1967年4月に勲四等旭日小綬章を受章。
1985年6月14日心筋梗塞のために死去。88歳没。